# Apeadeiro de Luz
O Apeadeiro de Luz, também conhecido como de Luz de Tavira, é uma interface da Linha do Algarve, que serve a freguesia de Luz de Tavira, no concelho de Tavira, em Portugal.

## Descrição

### Localização e acessos
Esta interface situa-se no extremo sul da povoação epónima, ao topo da sua Rua da Estação, distando 629 m (desnível acumulado de +10−2 m) do centro da localidade (Praça da República).

### Infraestrutura
Como apeadeiro em linha em via única, esta interface tem uma só plataforma, que tem 80 m de comprimento e 90 cm de altura. O edifício de passageiros situa-se do lado nornoroeste da via (lado esquerdo do sentido ascendente, para Vila Real de Santo António).

### Serviços
Em dados de 2022, esta interface é servida por comboios de passageiros da C.P. de tipo regional, com 13 circulações diárias descendentes e 12 ascendentes, entre Faro e Vila Real de Santo António.

## História

### Antecedentes e planeamento
Em 2 de Dezembro de 1878, o empresário inglês Joseph William Henry Bleck recebeu a concessão para construir e explorar um caminho de ferro de Lagos a Vila Real de Santo António, cujo plano incluía a construção de um apeadeiro em Luz, no percurso entre a Fuzeta e Tavira. No entanto, este projecto não chegou a ser concretizado, tendo a concessão caducado em 18 de Dezembro de 1893.
O planeamento do caminho de ferro no Sotavento Algarvio foi retomado por uma portaria de 10 de Novembro de 1897, que encarregou o director dos Caminhos de Ferro do Sul e Sueste de fazer os estudos para o troço de Faro a Vila Real de Santo António, seguindo tanto quanto possível pelas povoações do litoral.

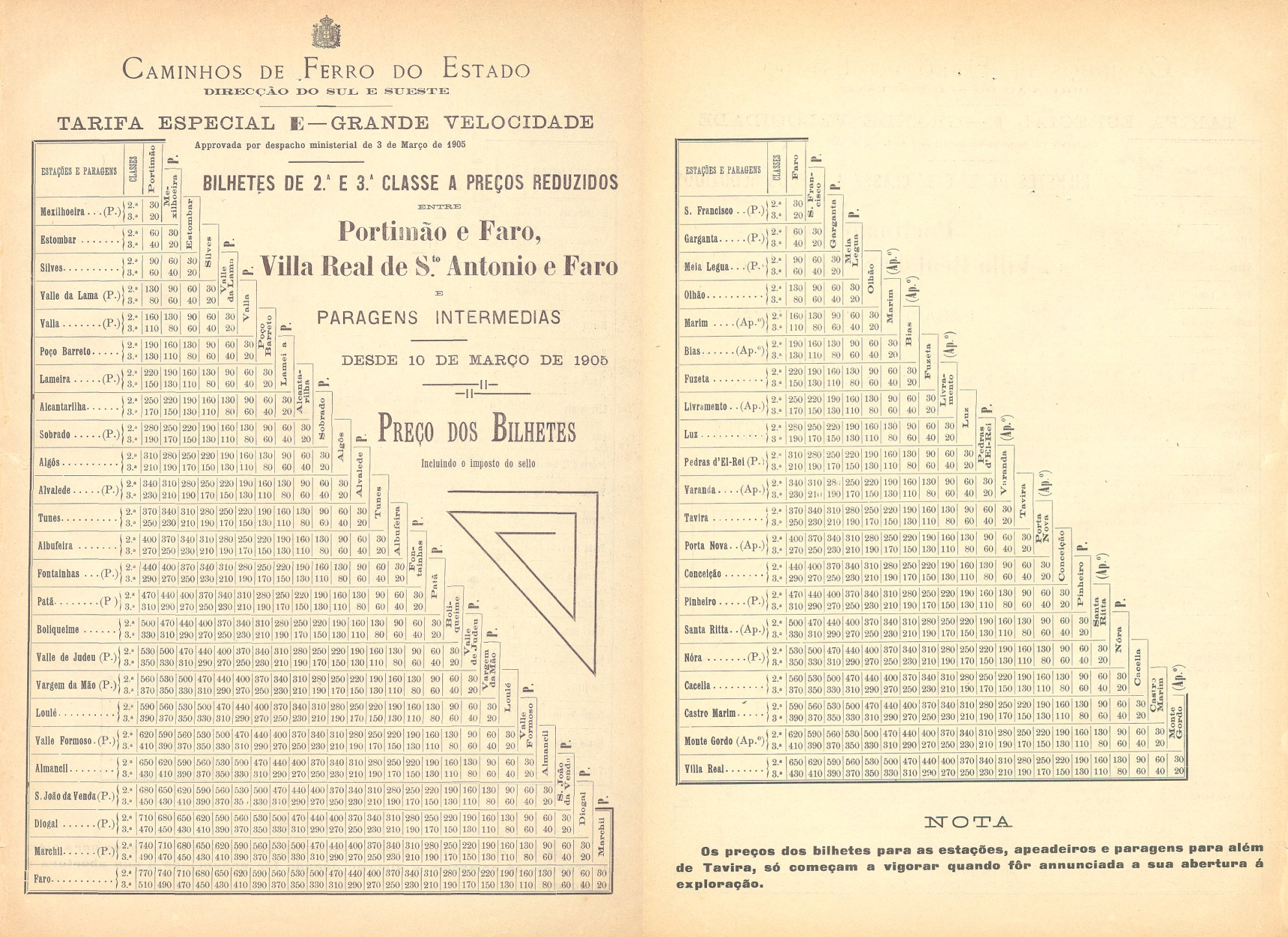
Aviso de 1905 dos Caminhos de Ferro do Estado, onde Luz aparece com a categoria de estação.

### Construção e inauguração
Em 12 de Dezembro de 1903, iniciou-se o concurso para a construção de várias gares no Algarve, incluindo a gare da Luz, que estava prevista ter a categoria de estação, e que consistia no edifício principal, um cais coberto e outro descoberto, retretes e uma fossa. O troço entre Fuzeta e Luz foi inaugurado em 31 de Janeiro de 1905, tendo permanecido como estação terminal do Caminho de Ferro do Sul até 10 de Março de 1905, data em que a linha chegou a Tavira.
Quando entrou ao serviço, estava classificada como estação de quarta classe. Nessa altura, previa-se que iria ter um grande volume de movimento de mercadorias, devido à grande produção hortícola na freguesia de Luz de Tavira.
Em 1988 este interface tinha ainda categoria de estação, tendo sido despromovido a aperadeiro mais tarde, antes de 2005.

### Movimento de passageiros e mercadorias
Em 1976, existia um importante fluxo de passageiros no troço entre as gares de Luz e Tavira.

Em termos de mercadorias, a estação expedia, no regime de pequenos volumes em grande velocidade, principalmente hortaliças e frutas (destacando-se os citrinos, na Primavera e no Outono) (especialmente para Vila Nova de Gaia), polvo (mais no Outono), e azeite em embalagens (especialmente para Setúbal e Lisboa). Os principais produtos recebidos foram adubos (vindos da divisão da Companhia União Fabril de Faro, principalmente no Outono), palha, materiais de construção (especialmente cimento), papel (especialmente vindo de Cacia, no Outono), trigo de semente e plantas vivas.